# Shunosaurus
Shunosaurus ("ještěr ze S’-čchuanu") byl rod relativně malého sauropodního dinosaura z Číny. Formálně byl popsán roku 1983.

## Popis
Tento menší sauropod dosahoval délky jen asi 8,7 až 9,9 m dlouhý a 3 až 3,3 tuny vážící sauropodní dinosaurus.
Žil v období střední jury na území dnešní Číny (provincie S’-čchuan). Charakteristickým znakem tohoto sauropoda bylo kyjovité zakončení ocasu s ostny, které patrně sloužilo jako velmi účinná zbraň proti dravým predátorům. První kosterní pozůstatky byly nalezeny již roku 1977 a od té doby bylo objeveno přes 20 téměř úplných koster. To nám umožňuje více než dobrou představu o tom jak dinosaurus vypadal a žil. Na rozdíl od většiny ostatních sauropodů měl nozdry posazeny relativně nízko na čenichu a jeho malé zuby vykazovaly přítomnost prodloužených korunek.

## V populární kultuře
Tento sauropod "vystupoval" v dokumentárním seriálu Dinosaur Revolution, kde omámen účinky jakési halucinogenní houby bojoval s dravými teropody sinraptory.